# Límite de fatiga

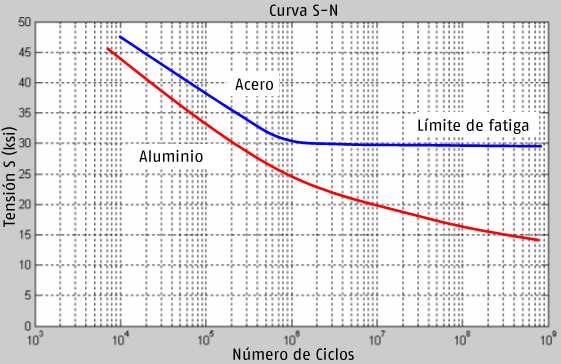
Curvas representativas de la tensión aplicada frente al número de ciclos para el acero (que muestra un límite de resistencia) y el aluminio (que no muestra dicho límite)

El límite de fatiga (o también tensión de fatiga o límite de resistencia) es el nivel de tensión mecánica por debajo del cual se puede aplicar un número infinito de ciclos de carga a un material sin causar su fallo por fatiga. Algunos metales, como las  aleaciones ferrosas y las aleaciones de titanio, tienen un límite claramente distinguible, mientras que otros, como el aluminio y el cobre, no lo poseen y finalmente fallarán incluso con pequeñas amplitudes de tensión. Cuando los materiales no tienen un límite definido, se utiliza el término "resistencia a la fatiga", que se define como "el valor máximo del esfuerzo de flexión completamente invertido que un material puede soportar durante un número especificado de ciclos sin un fallo por fatiga".
Para la mayoría de los metales existe un esfuerzo crítico, por debajo del cual la rotura sólo se produce al cabo de un considerable período o número de ciclos. Dicho esfuerzo crítico, expresado en N/mm² en el sistema internacional o en kilolibras/pulgada cuadrada en el sistema imperial de unidades, es lo que se denomina límite de fatiga. No obstante, debe recalcarse que el límite de fatiga es un valor límite, es decir, la máxima tensión cíclica por debajo de la cual el material teóricamente nunca se fracturaría.

## Definiciones

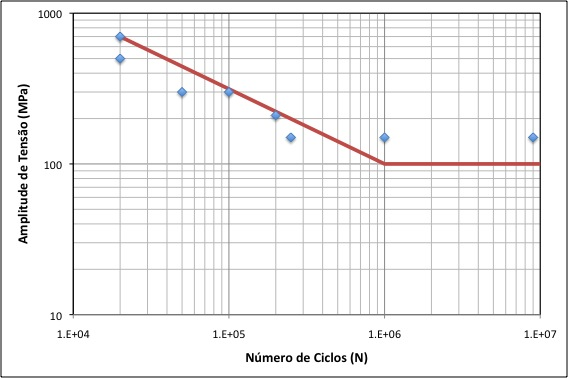
Gráfico de fatiga. Cuando se somete un objeto a un esfuerzo este se rompe (es el punto donde la línea canviar de pendiente). Ver límite elástico.

Las normas ASTM definen la "resistencia a la fatiga", {\displaystyle S_{N_{f}}}, como "el valor de tensión al que se produce un fallo después de {\displaystyle N_{f}} ciclos", y el "límite de fatiga", {\displaystyle S_{f}}, como "el valor límite de tensión al que se produce un fallo cuando {\displaystyle N_{f}} se vuelve muy grande". La norma no define el "límite de resistencia", el valor de tensión por debajo del cual el material resistirá un número ilimitado de ciclos de carga, pero implica que es similar al límite de fatiga.
Algunos autores utilizan el "límite de resistencia", {\displaystyle S_{e}}, para la tensión por debajo de la cual nunca se produce la rotura, incluso para un número indefinidamente grande de ciclos de carga, como en el caso de acero; y "límite de fatiga" o "resistencia a la fatiga", {\displaystyle S_{f}}, para el esfuerzo al que se produce el fallo después de un número específico de ciclos de carga, como 500 millones, como en el caso del aluminio. Otros autores no diferencian entre las expresiones aunque sí diferencian entre los dos tipos de materiales.

## Determinación experimental

Curva de Wholer S-N (tensión Sigma de rotura frente al logaritmo del número de ciclos N), mediante la que se puede calcular el límite de fatiga

El cálculo del límite de fatiga se determina a partir de las curvas S-N o curvas de Wholer, que no son exactas y que pueden llegar a diferir en una cuarta parte del comportamiento real del material. En consecuencia, se han creado métodos estadísticos para aproximar el resultado obtenido al real.
Para materiales dúctiles se suele considerar un valor experimental del límite de fatiga a partir del cual se obtiene una aproximación a la realidad aplicando los coeficientes de Marin, una serie de valores que en función de las condiciones ambientales y del elemento sometido a fatiga tienen un valor representativo que afecta al límite de fatiga.

## Valores típicos
Los valores típicos del límite ({\displaystyle S_{e}}) para aceros son la mitad de la resistencia última a la tracción, hasta un máximo de 290 MPa (42,1 ksi). Para aleaciones de hierro, aluminio y cobre, {\displaystyle S_{e}} suele ser 0,4 veces la resistencia máxima a la tracción. Los valores típicos máximos para hierros son 165,5 MPa, aluminios 131 MPa y cobres 96,5 MPa. Hay que tener en cuenta que estos valores son para muestras de prueba lisas "sin muescas", pues el límite de resistencia para muestras con muescas (y por lo tanto para muchas situaciones prácticas de diseño) es significativamente más bajo.
Para los materiales poliméricos, se ha demostrado que el límite de fatiga refleja la fuerza intrínseca de los enlaces covalentes en las cadenas de polímeros que deben romperse para extender una fisura. Siempre que otros procesos termoquímicos no rompan la cadena del polímero (es decir, por envejecimiento o ataque por ozono), un polímero puede operar indefinidamente sin crecimiento de grietas cuando las cargas se mantienen por debajo de la resistencia intrínseca.
El concepto de límite de fatiga y, por lo tanto, las normas basadas en un límite de fatiga como la predicción de vida útil de los rodamientos como la norma ISO 281:2007, siguen siendo controvertidos, al menos en EE. UU.

## Historia
El concepto de límite de resistencia fue introducido en 1870 por August Wöhler. Sin embargo, investigaciones recientes sugieren que no existen límites de resistencia para los materiales metálicos, que si se realizan suficientes ciclos de tensión, incluso la tensión más pequeña finalmente producirá un fallo por fatiga.